# مصطفی اسکویی
مصطفی اسکویی (۳ اسفند ۱۳۰۲ – ۶ آبان ۱۳۸۴) کارگردان تئاتر و پدر تئاتر علمی ایران بود. وی از همکاران عبدالحسین نوشین بود که پس از مرگ وی راه او را ادامه داد.

## زندگی
مصطفی اسکویی در سال ۱۳۰۲ در محلهٔ سنگلج تهران زاده شد. وی فعالیت تئاتر را از سال ۱۳۱۹ در هنرستان هنرپیشگی زیر نظر عبدالحسین نوشین و سید علی نصر آغاز کرد که در آنجا با افرادی مانند عطاالله زاهد، معزالدین فکری، صادق بهرامی، هوشنگ سارنگ و عنایت الله شیبانی آشنا شد. پس از به پایان بردن تحصیلاتش در هنرستان با شرکت هنرپیشگان هنر و شرکت هنرپیشگان گوهر همکاری کرد و در تماشاخانه‌های آن‌ها به بازی پرداخت. وی در این دوران با همکاری هم‌دوره‌ای‌هایش نمایش‌هایی مانند بینوایان، برادران کارامازوف، شب‌های دجله، علی‌بابا، برای شرف، خنیاگر و یوسف و زلیخا را اجرا کرد.
وی پس از آن به گروه عبدالحسین نوشین پیوست و در تئاترهای فرهنگ و فردوسی به فعالیت پرداخت. وی در آنجا با لرتا (همسر نوشین)، حسین خیرخواه، حسن خاشع، پرخیده، توران مهرزاد، صادق شباویز، تفکری و مهین اسکویی هم‌بازی شد و در نمایش‌هایی مانند ولپن، تاجر ونیزی، مستنطق، مردم، سرنوشت، بازرس، جزای روزگار و ناموس به بازی پرداخت. وی در این دوران با مهین اسکویی ازدواج کرد و پیش از کودتای ۲۸ مرداد ۱۳۳۲ به همراه یکدیگر برای ادامهٔ تحصیل به شوروی رفتند.
وی در مسکو زیر نظر یوری زاوادسکی از استادان تئاتر شوروی (که یرژی گروتوفسکی نیز از شاگردان وی بود) دورهٔ شش سالهٔ کارگردانی تئاتر را گذراند. سپس به ایران بازگشت و به همراه همسرش مهین اسکویی در سال ۱۳۳۷ هنرکدهٔ آناهیتا را در مکان سینما گلریز در خیابان یوسف‌آباد تهران تأسیس کرد.

### هنرکدهٔ آناهیتا
مصطفی اسکویی و مهین اسکویی که به تازگی از شوروی بازگشته‌بودند، در مکان سینما گلریز دست به تأسیس یک گروه هنری به نام آناهیتا زدند. در این هنرکده که به سینما - تئاتر آناهیتا معروف بود آثاری چون اتلو، طبقه ششم (آلفرد ژاری)، هیاهوی بسیار برای هیچ، تراموایی به نام هوس، سلمانی شهر سویل و عروسی فیگارو بر روی صحنه رفتند. با این حال اسکویی‌ها به دلیل مسائل مالی نتوانستند فعالیت خود را ادامه دهند و به همین دلیل تئاتر را تعطیل و به فرد دیگری واگذار کردند که از این سالن به عنوان سینما استفاده کرد و نام آن را «سینما گلریز» گذاشت. هنرکدهٔ آناهیتا با نام جامعهٔ هنری آناهیتا تا سال ۱۳۵۸ به فعالیت پرداخت. از جمله افرادی که دوره‌های آموزشی بازیگری را در کلاس‌های هنرکدهٔ آناهیتا گذراندند می‌توان به مهدی فتحی، محمود دولت‌آبادی، پرویز بهرام، جعفر والی، محمدعلی کشاورز، مهین شهابی، ولی شیراندامی، یدالله شیراندامی، حسن مهمانی، رسول نجفیان، سعید سلطانپور، ناصر رحمانی‌نژاد، ایرج امامی، ابراهیم مکی، حمید طاعتی، سعید امیرسلیمانی، کاظم هژیرآزاد، محمد علی حسینعلی پور، محمد رضا مالکی، میثم شاه حسینی و سیروس ابراهیم‌زاده اشاره کرد.

### دههٔ ۱۳۵۰ و پس از آن
اسکویی از سال ۱۳۴۹ از مهین اسکویی جدا شد. وی در سال ۱۳۵۰ نمایش رستم و سهراب را روی سن برد. در این دوران بود که به عنوان استاد در دانشکدهٔ هنرهای زیبای تهران به کار پرداخت. وی پس از انقلاب تنها دو نمایش به نام‌های هائیتی و ابن سینا کارگردانی کرد و بیشتر وقت خود را به آموزش بازیگری اختصاص داد. اسکویی در اواخر دههٔ ۱۳۶۰ از ایران خارج شد و دوباره به روسیه رفت و در آنجا دوره‌های عالی تئاتر را گذراند. وی در بازگشت مجدد از شوروی باز هم و این بار تا پایان عمر به آموزش بازیگری در ایران اشتغال ورزید. در اواخر عمر به دلیل سکتهٔ مغزی زمینگیر شد و نهایتاً در ۶ آبان ۱۳۸۴ در سن ۸۱ سالگی در تهران درگذشت.

## اسکویی و سینما
اسکویی در سال ۱۳۴۶ دست به ساختن فیلمی به نام زن خون‌آشام زد که موفقیت چندانی کسب نکرد. فیلمنامهٔ این فیلم را خود اسکویی نوشته‌بود و تهیه‌کنندگی آن را نیز خودش بر عهده داشت.

## کتاب‌ها
- اس‍ک‍وئ‍ی، م‍ص‍طف‍ی، ت‍ئ‍ات‍ر ع‍ل‍م‍ی ی‍ا س‍ی‍س‍ت‍م س‍ت‍ان‍ی‍س‌لاف‍س‍ک‍ی، ت‍ه‍ران: آن‍اه‍ی‍ت‍ا، ۱۳۶۵.
- اسکویی، مصطفی، پژوهشی در تاریخ تئاتر ایران، تهران: آناهیتا، ۱۳۷۰.
- اسکویی، مصطفی، س‍ی‍ری در ت‍اری‍خ ت‍ئ‍ات‍ر ای‍ران، ت‍ه‍ران: آن‍اه‍ی‍ت‍ا، ۱۳۷۸.[پانویس ۱]